# Selangor
Selangor è uno dei tredici Stati e territori federali della Malesia. La capitale è Shah Alam. Si estende su una superficie di 7.956 km² ed ospita una popolazione di 5.411.324 abitanti al 2010.
Confina a nord con lo Stato di Perak, ad est Pahang, a sud Negeri Sembilan e a ovest s'affaccia sullo Stretto di Malacca. Circonda completamente i territori federali di Kuala Lumpur e Putrajaya.

## Popolazione e demografia

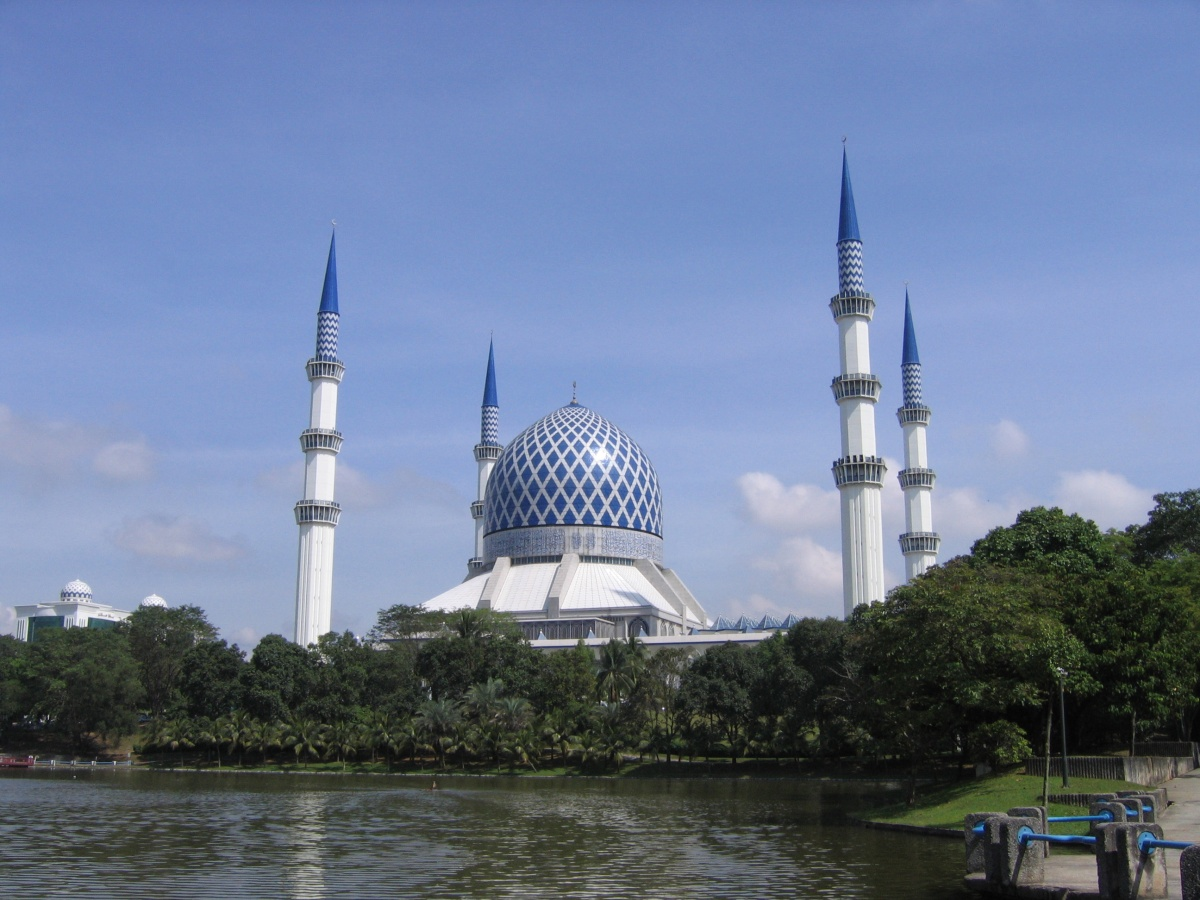
Moschea del Sultano Salahuddin Abdul Aziz o Moschea Blu a Shah Alam, Selangor, Malesia.

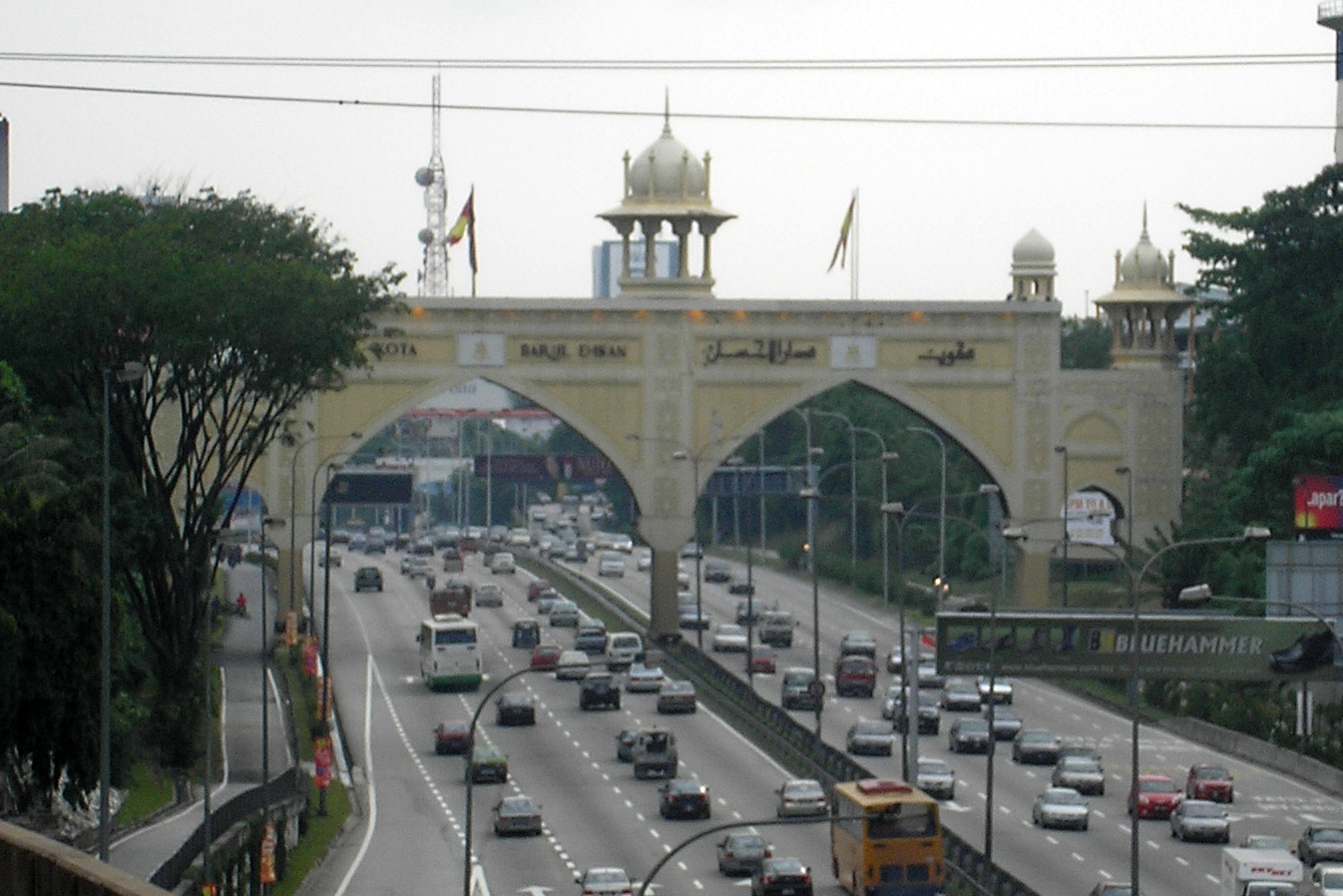
Arco doppio Kota Darul Ehsan sull'autostrada federale, che fu costruito per commemorare la cessione del Kuala Lumpur da parte di Selangor al governo federale per formare un Territorio Federale.

Selangor è lo Stato più popoloso della Malesia; in esso è presente la maggiore conurbazione della nazione, la Klang Valley. 
La posizione geografica di Selangor al centro della Malesia peninsulare ha contribuito al rapido sviluppo dello Stato come centro industriale e dei trasporti della Malesia.
Si sono così creati posti di lavoro che hanno attratto migranti da altri stati della Malesia, come anche da oltremare, particolarmente da Indonesia, Filippine, Vietnam, Birmania, Bangladesh, India, Pakistan e Cina. Negli ultimi decenni vi è stato anche un notevole flusso di immigranti illegali, soprattutto dall'Indonesia.
Lo Stato è suddiviso in 9 distretti. Nella seguente tabella si riporta la popolazione di ogni distretto:
| Posizione | Distretto      | Popolazione nel 2010 |
| --------- | -------------- | -------------------- |
| 1         | Petaling       | 1.782.375            |
| 2         | Hulu Langat    | 1.141.880            |
| 3         | Klang          | 848.149              |
| 4         | Gombak         | 682.996              |
| 5         | Kuala Langat   | 222.261              |
| 6         | Sepang         | 212.050              |
| 7         | Kuala Selangor | 210.406              |
| 8         | Hulu Selangor  | 205.049              |
| 9         | Sabak Bernam   | 106.158              |

La composizione etnica della popolazione è così formata: il 52,9% di Malesi, il 27,8% di Cinesi, il 13,3% di Indiani e il 6% di altri gruppi etnici.
Le dieci città più popolose del Selangor al 2010 sono:
| Posizione | Città           | Popolazione al 2010 |
| --------- | --------------- | ------------------- |
| 1         | Subang Jaya     | 1.553.589           |
| 2         | Klang           | 1.113.851           |
| 3         | Ampang Jaya     | 804.901             |
| 4         | Shah Alam       | 671.282             |
| 5         | Petaling Jaya   | 638.516             |
| 6         | Cheras          | 601.534             |
| 7         | Kajang          | 448.243             |
| 8         | Selayang Baru   | 265.297             |
| 9         | Rawang          | 194.577             |
| 10        | Taman Greenwood | 157.967             |

### Religione
| religione                     | religione                     |  | percentuale | percentuale |
| ----------------------------- | ----------------------------- |  | ----------- | ----------- |
| Islam                         | Islam                         |  | 57,9%       | 57,9%       |
| Buddismo                      | Buddismo                      |  | 24,4%       | 24,4%       |
| Induismo                      | Induismo                      |  | 11,6%       | 11,6%       |
| Cristianesimo                 | Cristianesimo                 |  | 3,8%        | 3,8%        |
| Religione tradizionale cinese | Religione tradizionale cinese |  | 0,5%        | 0,5%        |
| Altre                         | Altre                         |  | 1,4%        | 1,4%        |
| Nessuna religione             | Nessuna religione             |  | 0,4%        | 0,4%        |

Come risulta dal Censimento 2010, la popolazione di Selangor è per il 57,9% Musulmana, per il 24,4% Buddista, per l'11,6% Induista, per il 3,8% Cristiana, per lo 0,5% Taoista o adepta alla Religione popolare cinese, per l'1,4% adepta ad altre religioni, per lo 0,4% non religiosa.